# Bengt Ellis
Bengt Ellis, tidigare Bengt Elisson Ellis, född 29 mars 1923 i Spånga, död 27 maj 2007 i Funäsdalen, var en svensk målare och tecknare. Han var son till Elis Ellis och bror till Hans Ellis samt gift med Gunilla Ellis.

## Konstnärskap
Bengt Ellis studerade vid Edward Berggrens målarskola 1941 och vid Edvin Ollers målarskola 1942. Utbildningen avbröts i förtid 1943 då han blev tvångsinkallad. Men värnplikten gjorde också att han mötte Härjedalsfjällen och där blev han sedan kvar hela livet trots många och ibland långa utflykter till andra delar av världen. Bland annat genomförde han tillsammans med Albert Viksten en reportageresa till Yukonområdet i Alaska 1950–1951.
Han har som illustratör utfört teckningar till Sven Rosendahls roman Sommar i Svartböle samt illustrationer för tidningarna Folket i Bild och Vi. 
Bengt Ellis fascinerades av utsatta landskap. I Spanien stannade Ellis långa perioder. Där målade han och skrev. Han skrev och illustrerade själv boken Landet närmast solen om resor i Ecuador och boken Glödande öar i Karibien, båda utgivna av Norstedts förlag. För hans måleri var också en resa till polareskimåerna på nordvästra Grönland viktig. Senare skrev och illustrerade han också ett par böcker om Härjedalen. I ett antal målningar har han också skildrat människor och landskap som utsatts för krigets fasor, bland annat i Tjetjenien.
År 1950 hölls Ellis debututställning på Värmlands museum. Därefter visades hans bilder på flera olika platser i Sverige och på ett flertal separatutställningar i Stockholm på bland annat Galleri Heland i Kungsträdgården.
Bengt Ellis var gift med textilkonstnären Gunilla Ellis. Tillsammans bodde de i Funäsdalen i Härjedalen. Där övertog de Bror Marklunds sommarateljé och byggde upp sin egen konstateljé, Elliseum, som besökts av många turister och konstintresserade. Där höll Ellis också kurser i akvarellmåleri.
Bengt Ellis sista utställning blev den stora retrospektiva "Bengt Ellis – en berättande kolorist" på Jamtli i Östersund under tiden november 2006 till januari 2007 med målningar skapade under 40 år. Ellis är representerad vid bland annat Snus- och Tändsticksmuseum.